# Александро-Невский собор (Даугавпилс)
Александро-Невский собор — утраченный православный храм в Даугавпилсе в Латвии. Был построен в 1856—1864 годах в центре города Динабурга Витебской губернии России, являлся главным православным храмом города. В 1961 году был закрыт и в 1969 году взорван коммунистами. На месте собора ныне стоит часовня, возведённая в память о соборе.

## История
В середине XIX века Динабург являлся уездным городом. В 1810 году началось строительство Динабургской крепости, в 1826 году был утверждён проект города, согласно которому сложилась сеть улиц с регулярной квартальной застройкой, сформировалась центральная площадь. По проектам петербургского архитектора Александра Штауберта по периметру площади в стиле позднего ампира были построены здания присутственных мест и гимназии. В середине XIX века основное пространство площади занимали рынки. В 1864 году в центре площади был построен православный собор, который стал её доминантой. На постройку собора было затрачено 37 816 рублей. 30 августа 1864 года архиепископ Полоцкий и Витебский Василий освятил храм во имя святого Александра Невского.
Земельных угодий при соборе, кроме церковного погоста, было 7,5 га пахотной земли в имении Гофтенберг (ныне Крауя), Науенская волость и огородной — 4,274 га близ фольварка в Черепово. Собору принадлежал двухэтажный каменный дом, построенный в 1908—1910 годах, и каменная сторожка, воздвигнутая в 1934 году. При соборе существовало «Православное Содружество» — организация учащейся молодёжи. Его члены устраивали беседы, читали рефераты и принимали участие в церковном пении.

## Архитектура
Проект собора был утверждён в 1843 году, автор проекта — архитектор Иван Таманский. В архитектуре собора, построенного в русско-византийском стиле, прослеживалось влияние прототипов-образцов храмостроительства XIX века. Такие проекты, выполненные в манере Константина Тона, принято называть «второй линией» тоновских церквей. В Латвии собор был единственным образцом этого стиля. Несмотря на общность с прототипами в архитектурных деталях и приёмах композиции, облик собора был оригинален и своеобразен. Размеры собора были 25×17×16 метров. План — в форме равноконечного креста, крестово-купольная структура пространства, пятиглавие, открытая звонница над притвором. Интерьер собора был выполнен в стиле необарокко. Иконостас украшали живописные иконы, выполненные академиком Вишневецким.
Вокруг храма была ограда с кирпичными столбами и деревянными решётками заполнений.

## Разрушение
В 1961 году, во время хрущёвских гонений на церковь, храм был закрыт по решению горисполкома. Сняли колокола и отправили на переплавку. Здание использовали как выставочный зал, позднее планировали открыть в бывшем храме планетарий. Но в 1969 году, в преддверии 100-летия со дня рождения Ленина, здание решено было взорвать.
Подготовка к уничтожению здания велась тайно, но информация просочилась. 18 июня верующие послали телеграмму в Москву на имя Леонида Брежнева с просьбой отменить взрывные работы. Среди защитников собора были и должностные лица (например, заместитель министра культуры Латвийской ССР Вернерс), уверявшие, что собор является памятником архитектуры.
Усилия оказались тщетными, 18 ноября 1969 года в 5 часов утра собор Александра Невского был взорван. Три дня экскаватор нагружал грузовики остатками собора. Остатки собора были увезены и высыпаны в низину на перекрёстке улиц Суворова и Балву у речки Шуницы, другую часть увозили в Черепово. Место разровняли и сделали газон, позднее посадили ели. В городском музее хранится ключ от дверей собора.

## Возрождение
В 1991 году был изготовлен памятный крест на заводе ЛРЗ, 11 сентября в 16 часов собравшимися людьми начато шествие, крест несли на руках из мастерской завода по улицам Марияс, Красноармейской, Виестура, Карла Маркса и Падомью до места, где находился ранее собор. Внутри контура фундаментов собора была заранее приготовлена яма для основания креста, в которую и был установлен крест вечером 11 сентября. 12 сентября в престольный праздник собора день памяти Св. Александра Невского при стечении верующих и горожан прошёл чин освящения памятного креста, совершён чин освящения отцом Виктором (Контузоровым), настоятелем Борисоглебского собора . Первый крест простоял до 1996 года, пять лет. Он был заменён вторым крестом и простоял до мая 1999 года, до начала строительных работ в мае 1999 года. 12 мая 1999 года началось строительство храма-часовни, начали вскрывать фундаменты собора.
Внешне новая церковь напоминает прежний собор, но это не копия прежнего храма. В формах бесстолпной одноглавой часовни авторы проекта старались найти преемственность с образом собора, восстановить духовную среду городской площади, творчески осмысляя традицию. Канонические формы были воспроизведены в современном контексте застройки, воплощены в новых технологиях. Проект разработан коллективом проектировщиков из Риги, под руководством архитектора Людмилы Клешниной. Первоначально была предусмотрена отдельно стоящая звонница, в ходе строительства к часовне пристроен притвор. Несущая часть и резьба иконостаса выполнена И. Разживкиным по проекту Л. Клешниной. Роспись стен и иконы — Владимир Клесов.
Акт о сдаче часовни в эксплуатацию был подписан 9 декабря 2002 года. 8 февраля 2003 года митрополит Рижский и Латвийский Александр освятил новый колокол и кресты, всего семь штук. После освящения колокол был поднят и установлен на звонницу храма, раздался первый звон колокола. 10 февраля был поставлен малый крест на колокольню, 11 февраля на купол установлен большой крест, 12 февраля остальные маленькие кресты.
Габариты основного объёма часовни — 7×7 метров, а высота вместе с крестом — около 20 (16) метров. Колокол весом 325 кг отлит в городе Минск. Анодированные под золото кресты были изготовлены по современной технологии в Риге (SIA «Sidrabe», конструктор А. Бояринов). Высота самого большого креста около 2,5 метров и вес 112 кг. Первая церковная служба состоялась на Пасху в ночь с 26 на 27 апреля 2003 года.
Новая часовня расположена на подиуме-возвышении, точно повторяющем рисунок и габариты плана собора. На месте алтаря собора установлен камень, взятый из старого фундамента храма. По периметру подиума устроены откосы, на которых высажены подснежники, которые первыми цветут в апреле — как символ духовного пробуждения и надежды приобщения к духовным ценностям.